# Josh Brolin
Josh James Brolin, ameriški filmski in televizijski igralec, * 12. februar 1968 Santa Monica, Kalifornija, ZDA.
Potem, ko je leta 1985 nastopil v kultnem filmu Gooniesi, je od leta 2000 igral v številnih znanih filmih, kot so Mož brez telesa (2000), Ni prostora za starce (2007), W. (2008), True Grit (2010), Možje v črnem 3 (2012), Sicario: Onkraj zakona (2015), Deadpool 2 (2018), Dune - Peščeni planet (2021) in Dune - drugi del (2024). Njegova najbolj priljubljena vloga v širši javnosti je vloga Thanosa v Marvelovih filmih Varuhi Galaksije (2014), Maščevalci: Brezmejna vojna (2018) in Maščevalci: Zaključek (2019). Prejel je nominacijo za oskarja za najboljšega stranskega igralca v filmu Milk.